# エンジェル・ティップ
エンジェル・ティップ (Angel's Tip) は、リキュールベースのカクテル。カクテル名は「天使のチップ」といった意味。

## 標準的なレシピ
- クレーム・ド・カカオ ・・・ 3/4
- 生クリーム ・・・1/4

- クレーム・ド・カカオは、焙煎したカカオ豆と共に蒸留したアルコールに、バニラの香りを付けたリキュール。

## 作り方
1. リキュールグラスにクレーム・ド・カカオを注ぐ。
2. 生クリームをのせる。
3. マラスキーノ・チェリーを刺したカクテルピンをグラスに渡して飾る。

## 備考
日本ではエンジェルズ・キッスの名で知られている。
マラスキーノ・チェリーを外すとエンジェル・フェイスになる。

## 参考
- 文献 -
- 社団法人日本バーテンダー協会編著 『ザ・カクテルブック』発行:株式会社柴田書店 1991年12月10日初版 ( ISBN 4-388-05666-9 )

- 外部リンク -
- 社団法人日本バーテンダー協会
- Liqueur & Coktail サントリー
- カクテルカタログジェニュイン
- CocktailDB (英文)